# 沙佩勒德布瓦
沙佩勒德布瓦（法語：Chapelle-des-Bois，法語發音：[ʃapɛl de bwa]）是法国杜省的一个市镇，属于蓬塔利耶区。

## 地理
沙佩勒德布瓦（46°35'54"N, 6°6'52"E）面积39.69 平方千米，位于法国勃艮第-弗朗什-孔泰大區杜省，该省份为法国东部内陆省份，北起上索恩省，西接汝拉省，东部及东南部与瑞士接壤，东北部与贝尔福地区省接壤。
与沙佩勒德布瓦接壤的市镇（或旧市镇、城区）包括：沙泰尔布朗、贝尔方丹、布瓦达蒙、下丰西讷、上丰西讷、拉克德鲁日特吕特、莫尔比耶。
沙佩勒德布瓦的时区为UTC+01:00、UTC+02:00（夏令时）。

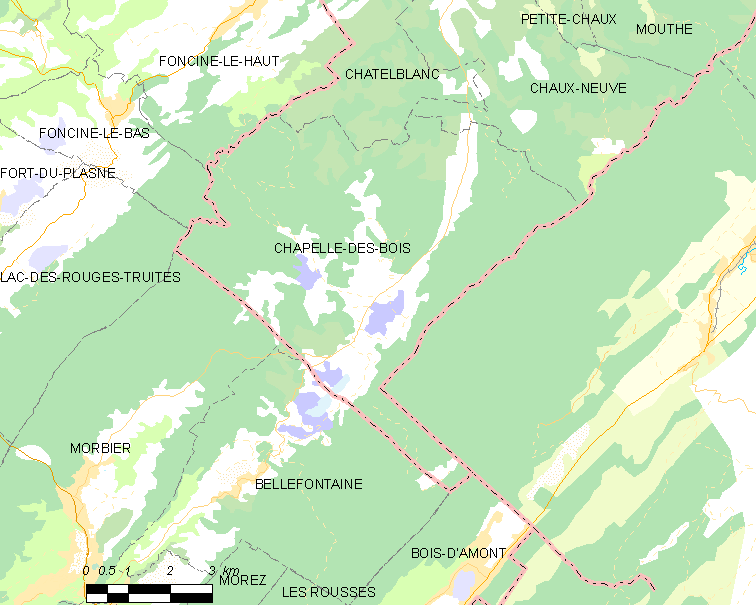
沙佩勒德布瓦的OSM定位图

## 行政
沙佩勒德布瓦的邮政编码为25240，INSEE市镇编码为25121。

## 政治
沙佩勒德布瓦所属的省级选区为弗拉讷县。

## 人口

1962-2008年间沙佩勒德布瓦人口变化图示

沙佩勒德布瓦于2022年1月1日时的人口数量为259人。